# BC Rytas Vilnius
BC Rytas Vilnius is een professionele basketbalclub uit Vilnius, Litouwen. De club komt uit in Lietuvos Krepšinio Lyga. Ze spelen de meeste thuiswedstrijden in de Rytas basketball Arena met plaats voor 1700 toeschouwers. De belangrijke wedstrijden voor de EuroLeague of tegen aartsrivaal Žalgiris Kaunas spelen ze in de Twinsbet Arena voor 11.000 toeschouwers.

## Geschiedenis

### Statyba
Het team begon als Statyba in 1964. Jonas Kazlauskas, Rimas Girskis, en de hoofd coach Rimantas Endrijaitis leidde Statyba naar de derde plaats in het kampioenschap van de Sovjet-Unie in 1979. Drie jaar later kwam de bekendste en misschien wel beste speler van de Sovjet-Unie, Šarūnas Marčiulionis naar Statyba. In 1987 kwam de 16-jarige Artūras Karnišovas naar Statyba.

### Statyba wordt Lietuvos rytas
In 1997 kreeg Statyba een nieuwe naam. De club werd gekocht door de Litouwse krant Lietuvos rytas en de naam van de club werd Statyba-Lietuvos rytas Vilnius. Een jaar later werd de naam. Lietuvos rytas Vilnius. De investeringen van de krant maakte de club tot een van de beste van Litouwen. De andere is Žalgiris Kaunas uit de tweede stad van Litouwen, Kaunas.

### Lietuvos rytas wordt Rytas
Op 19 juni 2017, kocht de beroemde poker speler, zakenman en Europees Parlement lid Antanas Guoga belangrijke aandeel van de club (2/4) van Sigitas Židonis en Remigijus Kazilionis. De twee overblijvende aandeelhouders Darius Gudelis en Vilnius City Municipality behielden hun rechten op de club (1/4 elk). Op 20 juni 2017 nam Gedvydas Vainauskas na 20 jaar ontslag als Rytas president. Hij zat bij de club sinds de oprichting in 1997. Kort nadat hij de nieuwe eigenaar van de club werd, leidde Guoga de discussie over het veranderen van de naam van de club en nodigde het publiek uit om hun ideeën aan te bieden omdat het team geen connecties meer heeft met de krant Lietuvos rytas van Vainauskas. Het idee werd streng bekritiseerd door de elite fans groep B Tribūna (Rytas Ultras), die vertelde dat het enige team dat ze zullen steunen, zwart-wit-rode Rytas is. Op 21 juni 2017 organiseerden de nieuwe eigenaars een vergadering, waarbij de eerste veranderingen werden aangebracht: openbare instelling Krepšinio rytas werd hernoemd tot Statyba om de historische BC Statyba te herinneren, Darius Gudelis verving Martynas Purlysin op de positie van directeur van de club en er werd besloten dat de naam Lietuvos rytas van de club binnen 1 jaar zal worden gewijzigd, waarbij de meest waarschijnlijke maar nog niet definitieve keuze Rytas is.

## Erelijst
- Landskampioen Sovjet-Unie:
  - Derde: 1979
- Landskampioen Litouwse SSR: 6

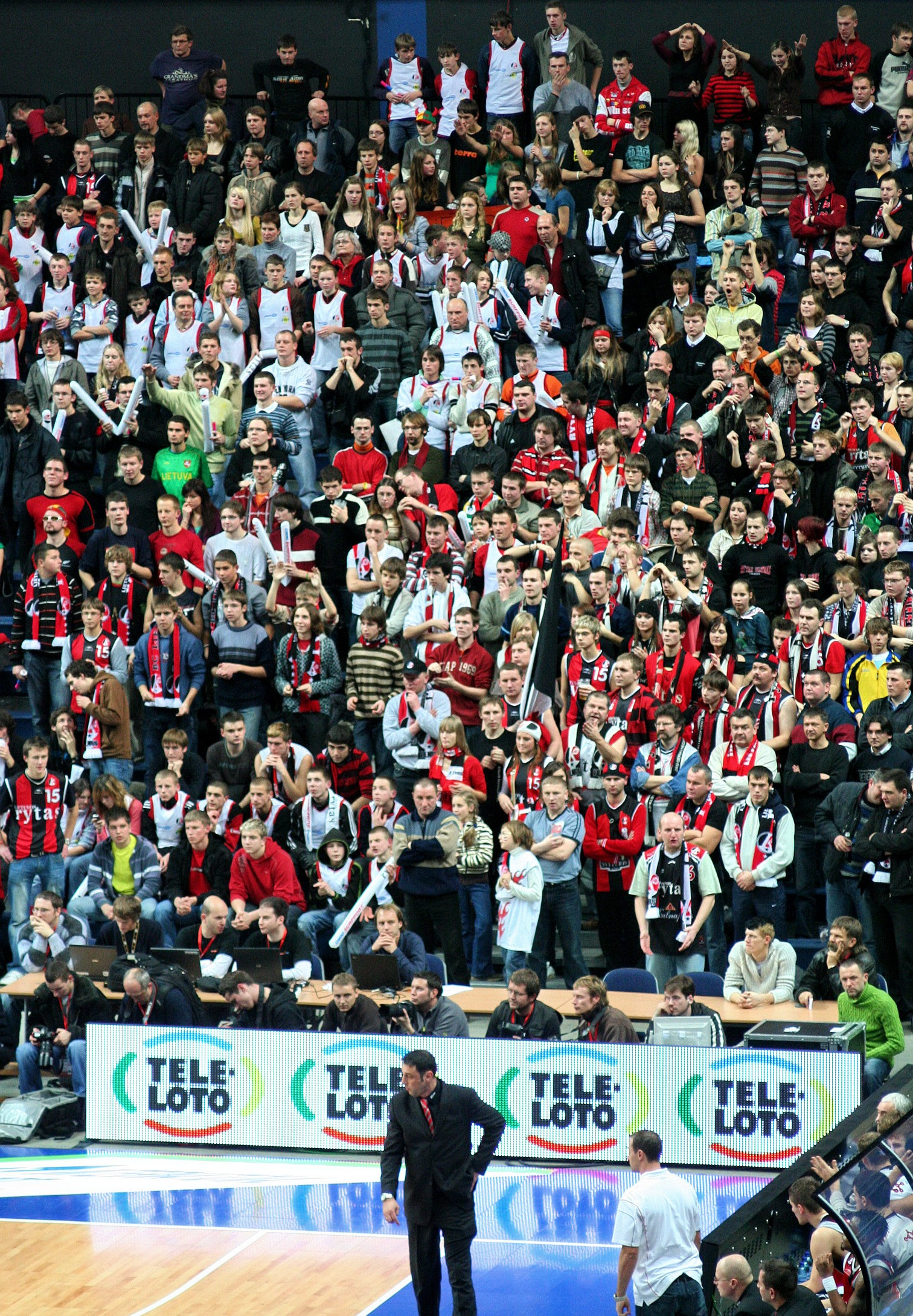
De Lietuvos rytas fans.

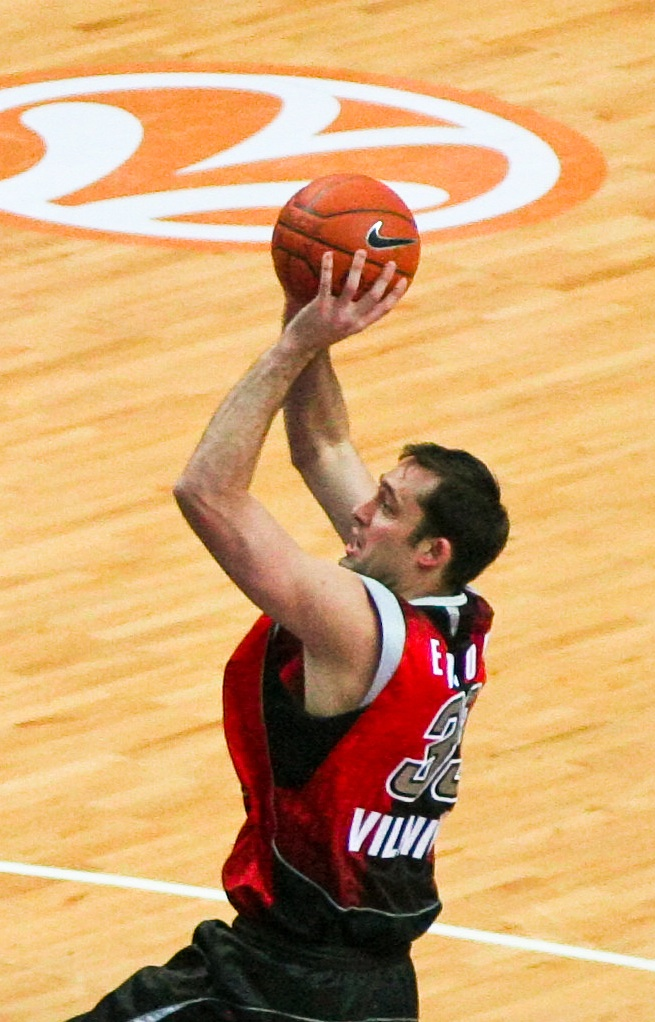
Charles Eidson, seizoen 2008-09.

  - Winnaar: 1972, 1973, 1975, 1977, 1981, 1984
- Landskampioen Litouwen: 7
  - Winnaar: 2000, 2002, 2006, 2009, 2010, 2022, 2024
  - Tweede: 1999, 2001, 2003, 2004, 2005, 2007, 2008, 2011, 2012, 2013, 2015, 2018, 2019, 2020, 2021, 2023, 2025
  - Derde: 1998, 2014, 2016, 2017
- Bekerwinnaar Litouwen: 3
  - Winnaar: 1998, 2009, 2010
  - Runner-up: 1990, 2007, 2008, 2011, 2014, 2015
- Karaliaus Mindaugo taurė: 2
  - Winnaar: 2016, 2019
  - Runner-up: 2018, 2020
- VTB United League:
  - Derde: 2012
- ULEB Cup/EuroCup: 2
  - Winnaar: 2005, 2009
  - Runner-up: 2007
- North European Basketball League: 1
  - Winnaar: 2002
  - Runner-up: 2000, 2003

## Bekende (oud)-spelers

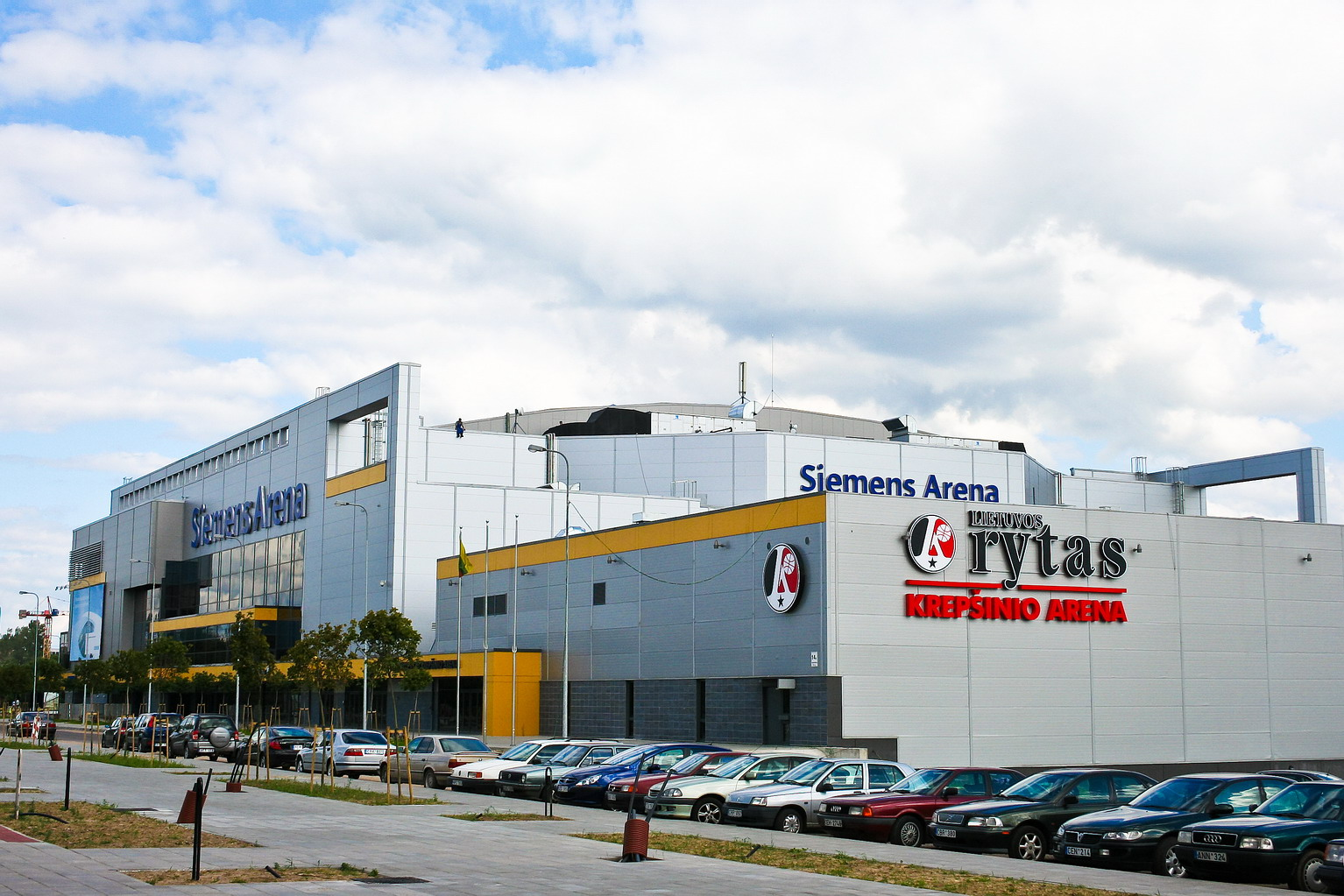
Lietuvos rytas Arena.

#### Van Statyba
- Rimas Girskis
- Artūras Karnišovas
- Jonas Kazlauskas
- Šarūnas Marčiulionis
- Algimantas Pavilonis
- Alvydas Pazdrazdis
- Alfredas Vainauskas

#### Van Lietuvos rytas
| - Tomas Delininkaitis - Gintaras Einikis - Andrius Giedraitis - Simas Jasaitis - Šarūnas Jasikevičius - Robertas Javtokas - Rimantas Kaukėnas - Kęstutis Kemzūra - Rimas Kurtinaitis - Mindaugas Lukauskis | - Arvydas Macijauskas - Marijonas Petravičius - Ramūnas Šiškauskas - Jonas Valančiūnas - Matthew Nielsen - Joao Paulo Batista - Elvar Friðriksson - Branko Milisavljević - Chuck Eidson - Frederick House | - Tyrone Nesby - Dickey Simpkins - Omar Cook |

## Bekende (oud)-coaches
- Modestas Paulauskas (1997-1998)
- Alfredas Vainauskas (1997-2001)
- Šarūnas Sakalauskas (1998-2001)
- Jonas Kazlauskas (2001-2004)
- Ķēstutis Kemzūra (2004)
- Tomo Mahorič (2005)
- Neven Spahija (2005-2006)
- Aleksandar Trifunović (2007-2008)/(2010-2011)
- Rimas Kurtinaitis (2008-2010)/(2017-2018)
- Tomas Pačėsas (2016-2017)
- Dainius Adomaitis (2018-2020)
- Donaldas Kairys (2020-heden)

## Retired Nummers
| Žalgiris Kaunas "retired" nummers |                     |         |           |                  |
| Nr                                | Speler              | Positie | Loopbaan  | Ceremonie        |
| 7                                 | Arvydas Macijauskas | SG      | 1999–2003 | 11 november 2023 |
| 13                                | Chuck Eidson        | F / G   | 2007–2009 | 18 april 2024    |